# Dendrocincla anabatina
Dendrocincla anabatina là một loài chim trong họ Furnariidae.